# تبوك

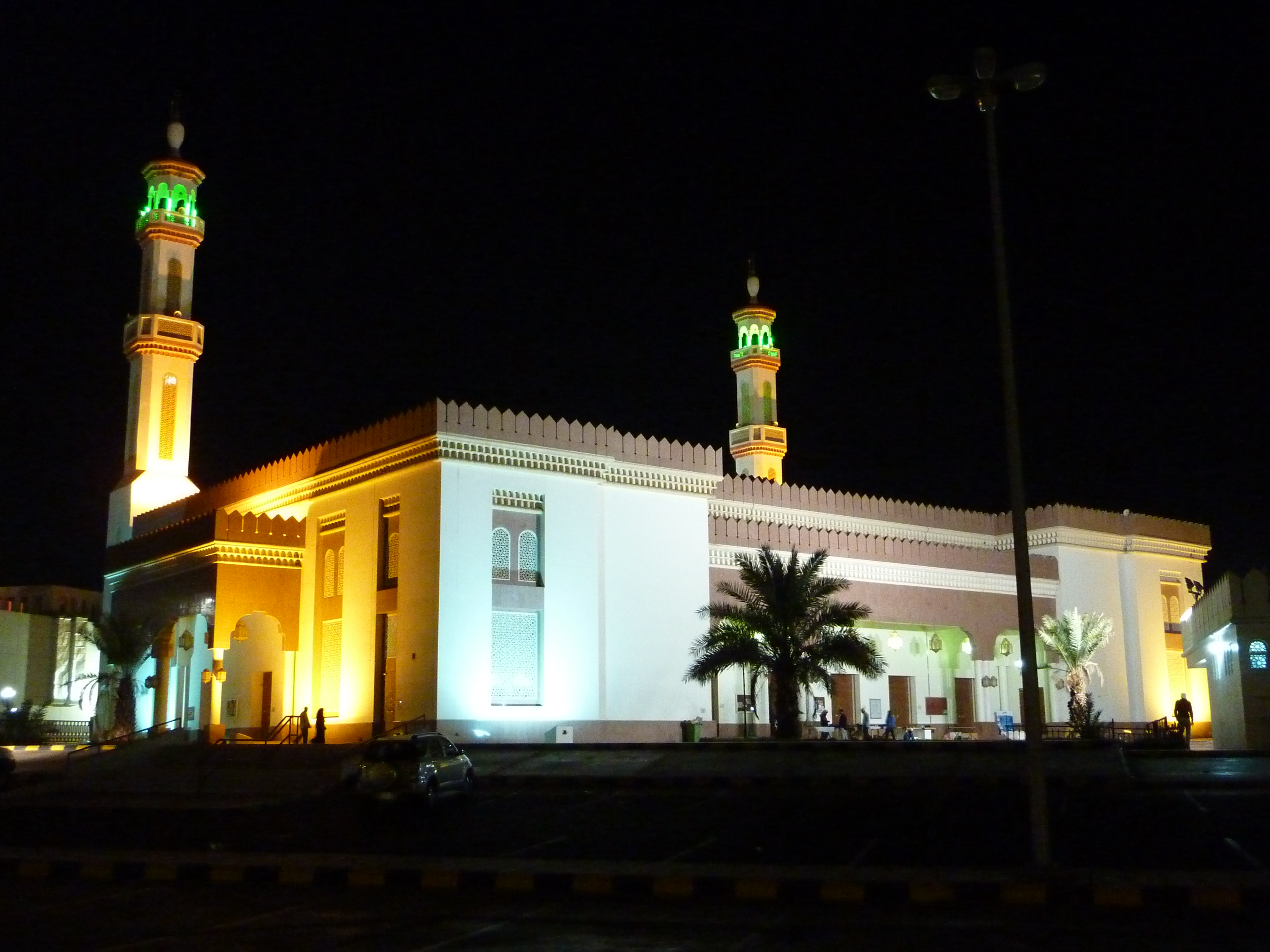
جامع في تبوك

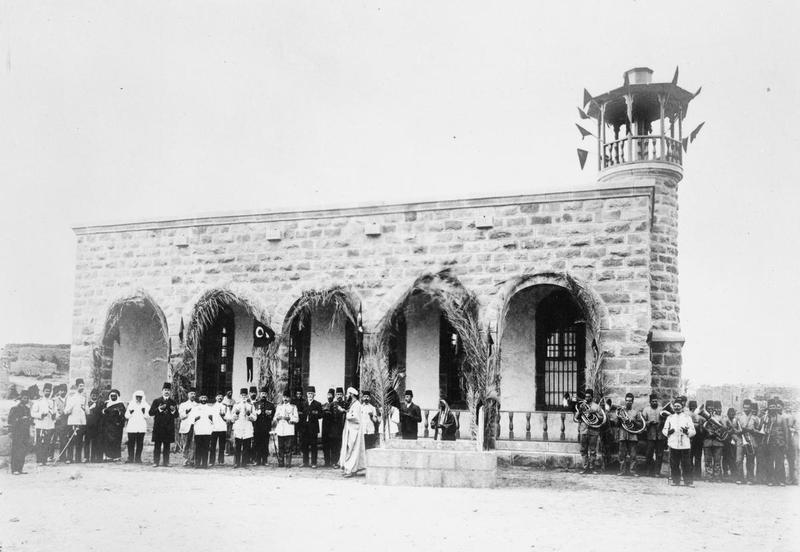
مسجد التوبة 1908

مدينة تَبُوك، مقر إمارة منطقة تبوك وكبرى مدن شمال غرب السعودية، وحولها بعض من أهم الآثار في الجزيرة العربية. و كانت تبوك موطناً لأمم عديدة قبل الإسلام، كالعرب البائدة مثل ثمود، و مدين والأنباط و فيها مقابر قوم النبي شعيب عليه السلام (أصحاب الأيكه) ويذكر المؤرخون تبوك هي موطنا لبطون من قبيلة جُذام العربية  ، تعد منطقة تبوك البوابة الشمالية إلى الجزيرة العربية، وطريقاً حيوياً للتجارة والحجاج والمعتمرين من خارج شبه الجزيرة العربية. وهي من المناطق الزراعية المهمة في المملكة، وتقع مدينة تبوك تحديداً على بعد 700كيلومتر شمال المدينة المنورة، وعن منطقة الرياض 1350كيلومتر. كما تقع بسهل منخفض وارتفاعها عن سطح البحر ما بين 600- 800 مترًا.
تضم إمارة تبوك عدداً من المحافظات هي: الوجه، وضباء، وتيماء، وأملج، وحقل، والبدع.

## الطبيعة
معدل درجة الحرارة يكون متوسطًا في الصيف وباردًا في الشتاء، مع وجود شواطئ بحرية جميلة خالية من التلوث وبها شعب مرجانية ذات مناظر خلابة تشجع السائح على الغوص والتمتع بهذه المناظر، وكذلك وجود جبال شاهقة الارتفاع مكسوة بالأشجار، ويوجد غرب تبوك منطقة حسمي المشهورة والتي تتميز بجبالها الشاهقة شديدة الانحدار ذات المنظر الرائع، ويوجد أيضاً في تبوك جبل اللوز المشهور ببياضه الناصع في فصل الشتاء من أثر الثلوج الواقعة. ويوجد بها قرية الديسة المشهورة بمناظرها الرائعة وجبالها الغريبة الشكل ونبع المياه من الجبال.

## المناخ
تمتاز مدينة تبوك بمناخ معتدل في الصيف ويكون بارد وممطر في الشتاء ودرجة الحرارة العظمى في فصل الصيف 30 - 40 مئوية، والصغرى 20- 25 مئوية وفي فصل الشتاء تكون الدرجة العظمى 15-5 والصغرى 3 إلى تحت الصفر، ويتأثر في بعض الأيام بمناخ البحر الأبيض المتوسط كما تنخفض درجة الحرارة مما قد يؤدي إلى سقوط الثلوج بكثرة في بعض الأحيان.
| البيانات المناخية لـ{{{location}}} | البيانات المناخية لـ{{{location}}} | البيانات المناخية لـ{{{location}}} | البيانات المناخية لـ{{{location}}} | البيانات المناخية لـ{{{location}}} | البيانات المناخية لـ{{{location}}} | البيانات المناخية لـ{{{location}}} | البيانات المناخية لـ{{{location}}} | البيانات المناخية لـ{{{location}}} | البيانات المناخية لـ{{{location}}} | البيانات المناخية لـ{{{location}}} | البيانات المناخية لـ{{{location}}} | البيانات المناخية لـ{{{location}}} | البيانات المناخية لـ{{{location}}} |
| الشهر                              | يناير                              | فبراير                             | مارس                               | أبريل                              | مايو                               | يونيو                              | يوليو                              | أغسطس                              | سبتمبر                             | أكتوبر                             | نوفمبر                             | ديسمبر                             | المعدل السنوي                      |
| ---------------------------------- | ---------------------------------- | ---------------------------------- | ---------------------------------- | ---------------------------------- | ---------------------------------- | ---------------------------------- | ---------------------------------- | ---------------------------------- | ---------------------------------- | ---------------------------------- | ---------------------------------- | ---------------------------------- | ---------------------------------- |
| متوسط درجة الحرارة الكبرى °ف       | 37.8                               | 43.7                               | 53.6                               | 65.7                               | 74.5                               | 77.9                               | 80.8                               | 84.4                               | 77.9                               | 68.9                               | 56.7                               | 48.6                               | 64.2                               |
| متوسط درجة الحرارة الصغرى °ف       | 25.0                               | 29.3                               | 38.5                               | 41.4                               | 48.6                               | 58.1                               | 67.5                               | 65.1                               | 56.5                               | 47.3                               | 41.5                               | 34.7                               | 46.1                               |
| الهطول إنش                         | 6.77                               | 3.93                               | 2.99                               | 1.78                               | 0.56                               | 0.0                                | 0.0                                | 0.0                                | 0.0                                | 1.43                               | 2.17                               | 3.82                               | 23.45                              |
| متوسط درجة الحرارة الكبرى °م       | 3.2                                | 6.5                                | 12.0                               | 18.7                               | 23.6                               | 25.5                               | 27.1                               | 29.1                               | 25.5                               | 20.5                               | 13.7                               | 9.2                                | 17.9                               |
| متوسط درجة الحرارة الصغرى °م       | −3.9                               | −1.5                               | 3.6                                | 5.2                                | 9.2                                | 14.5                               | 19.7                               | 18.4                               | 13.6                               | 8.5                                | 5.3                                | 1.5                                | 7.8                                |
| الهطول مم                          | 171.9                              | 99.7                               | 76.0                               | 45.3                               | 14.1                               | 0.0                                | 0.0                                | 0.0                                | 0.0                                | 36.3                               | 55.2                               | 97.0                               | 595.5                              |
| المصدر:                            |                                    |                                    |                                    |                                    |                                    |                                    |                                    |                                    |                                    |                                    |                                    |                                    |                                    |

## الموقع
في شمال غربي السعودية، على دائرة عرض 36 درجة و65 دقيقة، وخط طول 28 درجة و49 دقيقة، تغطي منطقة تبوك ما مساحته 116,400 كيلو متر مربع من الأراضي الممتدة على ساحل البحر الأحمر من الحدود الأردنية في الشمال إلى جنوب مدينة أملج.

## الاقتصاد

### الزراعة
بها العديد من المشروعات الزراعية المهمة التي تنتج القمح والفاكهة والدجاج والبيض، اشتهرت بزراعة وأشكال وألوان مختلف وشاسعة من الأزهار والورود وتصديرها لدول قريبة وبعيدة عديدة.
أدت وفرة الأراضي الزراعية الخصبة ووفرة المياه، إلى أن تشهد مدينة
تبوك نهضة زراعية متميزة. وقد شجعت الدولة عشرات المشاريع الزراعية، من
خلال الدعم الذي قدمه صندوق التنمية الزراعية. ويمكن إيجاز هذه المشاريع
فيما يلي:
- 76 مشروعًا لإنتاج القمح، يتجاوز إنتاجها 100 ألف طن سنوياً.
- 6 مشاريع لإنتاج الفاكهة.
- 6 مشاريع لتربية الأغنام والأبقار وتسمينها.
- 8 مشروعات لإنتاج الدواجن والبيض.
- كما أُنشئت مشاريع زراعية كبرى عبر شركات ذات رأسمال ضخم، وهي:
  - مزارع أسترا: وهي تنتج الفواكه والخضراوات والأزهار والأغنام والطيور.
  - شركة تبوك للتنمية الزراعية(تادكو): وهي تنتج القمح والشعير والفواكه والخضراوات.
  - مشروع ألبان السّيرة: ينتج هذا المشروع الألبان من حوالي ألف بقرة حلوبة، حيث يتولى بسترتها وتصنيعها.

وأيضاً تبوك كانت باكورة إنتاج الزهور في المملكة منذ ثمانية عشر عاماً، وأصبحت أزهار تبوك تصل إلى دول الخليج العربي ولبنان وإنجلترا بعدما وصلت هذه الأزهار إلى ألمانيا وهولندا في السابق للتميز في نوعية الإنتاج وكان الوصول إلى إنتاج 32 مليون من الزهور سنوياً خلال هذا العام وهذا الرقم يمثل أكثر من 40% من إجمالي إنتاج المملكة وبعد هذا النجاح الباهر لمزارع أسترا (مثلاً) ازداد الحافز لدى الكثير من المشروعات للاستفـادة من هـذه التجـربة والدخول في مجال إنتاج الزهور في مناطق مختلفة من المملكة والتي يبلغ عددها حاليًا سبعة مشروعات في كل من الرياض والطائف ومناطق أخرى.

### التجارة
نما القطاع التجاري في مدينة تبوك نموًا هائلًا خلال أقل من عشر سنوات،
مواكباً النهضة التنموية التي حققتها المنطقة. وقد تمثل النمو بشكل
ملحوظ في القطاعات الآتية:
1. المقاولات
2. مؤسسات بيع المعدات والآلات الزراعية
3. الفنادق يوجد في مدينة تبوك حاليآ 6 فنادق عالمية
4. البنوك والمصارف.
5. تجارة المنتجات الزراعية، حيث يصدر المزارعون بعض منتجاتهم لبعض مدن المملكة وبعض الدول المجاورة. كما تُصدر الزهور إلى دول الخليج وبعض الدول الأوروبية.

وفي عام 1400 هـ، أُنشئت الغرفة التجارية الصناعية للإسهام في دفع عجلة التقدم والتنمية، من خلال رعاية مصالح رجال الأعمال وتوعية رأس المال الوطني وإرشاده.

### الصناعة
لا يزال القطاع الصناعي في تبوك ناشئًا، إلاّ أَنه يتخذ خطوات نحو
التوسع والرسوخ بشكل سريع. وفي تبوك عدد من المصانع، منها:
- مصنعان لإنتاج علف الحيوان والدواجن.
- مصنع لإنتاج أنابيب الري بأحجام مختلفة.
- مصنع للأسمنت.
- مصنع للمصنوعات الحديدية.
- مصنعان لتعبئة الفواكه والخضراوات.
- مصنع لإنتاج عبوات لتعبئة الخضراوات والفواكه.
- (180) ورشة صناعية تقوم بأعمال الإصلاح والصيانة، وتصنيع بعض قطع

الغيار.
وهناك 147 مصنع تحت الإنشاء للحديد والكيماوية وزراعية في المدينة الصناعية
تادكو:
تقع تادكو في تبوك
وتعتبر من أفضل شركات الزراعة بالعالم
- برج تبوك

يجري العمل حالياً على إنشاء خزان مياه تبوك بشكل هندسي رائع وبتكلفة تصل إلى أكثر من 49 مليون ريال حيث أخذت فكرة التصميم لتكون مواكبة لتراثنا وبشكل مميز معلم من معالم المدينة، وقد صمم الخزان بارتفاع (86.50 متراً) وطاقة تخزينيـة (4800 م³) وعلى مساحة (65.000 م²) ويشتمل المشروع في الدور الأرضي على صالة استقبال ومكاتب إدارية ومصلى وأغراض أخرى، كما يوجد ثلاثة مصاعد واحد منها بمظهر بانورامي يطل على مدينة تبوك ومزارعها الخلابة، كذلك توجد صالة استقبال على ارتفاع (72 مترًا) تتسع لـ (150) زائراً كما يوجد مطعم على ارتفاع 77 متراً بقطر (30 متراً) وجزء منه في الهواء الطلق يتسع لعدد (200) شخص، كما توجد منصة للرؤية بارتفاع (86.50) متراً وقطر (33 متراً) يمكن من خلالها مشاهدة جميع معالم تبوك. ويٌتَوقع افتتاحه قريباً .

## التاريخ والآثار
يعود تاريخ تبوك إلى ما قبل الميلاد بخمسمائة سنة، كما تدل على ذلك الآثار التي وجدت بها وقد كانت تسمى باسم (تابو) أو (تابوا)، كما تشير الآثار أن منطقة تبوك كانت كانت موطناً لأمم عديدة قبل الإسلام، كالعرب البائدة مثل ثمود، و مدين والأنباط ويذكر المؤرخون أن تبوك كانت موطناً لقبائل جذام العربية.

### قديمًا
جنوبًا تقع مدائن صالح ووادي القرى ومنطقة الحجر (وهي من ديار ثمود).
وشرقًا تقع مدينة تيماء، وما بها من آثار ترجع إلى قرون بعيدة.
وغربًا توجد مدائن شعيب وبها مقابر قوم شعيب وأصحاب الأيكة، وغيرها من الأماكن الأثرية.
وقد كانت تبوك عاصمة لعدة دول وإمبراطوريات وكانت مصيف لقياصر الروم.
قلعة تبوك الأثرية يرجع تاريخها إلى حوالي 3500 سنة قبل الميلاد، وقد جُدد بناؤها أكثر من مرة، كان آخرها عام 1062 هـ، كما يدل على ذلك نقش مرسوم عليها. ويقال أنها قلعة أصحاب الأيكة الذين ورد ذكرهم في القرآن الكريم أكثر من مرة.

### إسلاميًا
شهدت مدينة تبوك احتكاكات من أوائل الاحتكاكات بين المسلمين والروم، في السنة التاسعة للهجرة غزا المسلمون تبوك لصدّ الروم الذين احتشدوا في بلاد الشام لمحاربة المسلمين، فوقعت غزوة تبوك ولما وصل الجيش إلى تبوك وجد الروم قد تفرقوا، فأمضى الرسول ﷺ، بعض الوقت في المنطقة، وعقد خلال ذلك معاهدات صلح مع أمراء المنطقة، ثم عاد إلى المدينة، وأصبحت تبوك بعد الغزوة من أهم مناطق الدولة النبوية.
مسجد التوبة، يسمى أيضًا مسجد الرسول، ويقال أن الرسول ﷺ اختطه عند بئر كانت مصدر الماء الوحيد في المنطقة قبل غزوة تبوك. وكان المسجد مبنياً من الطين ومسقوفاً بجريد النخيل، وقد أجرى عليه تجديد عام 1062هـ/ 1651م، وفي 24 /8 /1393هـ، أمر الملك فيصل بن عبد العزيز، بتجديد بناء المسجد على طراز الحرم النبوي الشريف، وأضيفت إليه ما حوله من فناء، ودفنت البئر.
محطة تبوك على سكة حديد الحجاز كانت إحدى محطات الخط الحديدي، الذي كان يمتد ما بين المدينة المنورة ودمشق، وقد دُمّر الخط خلال الحرب العالمية الأولى، وهناك الكثير من الحصون العثمانية، التي بنيت على مسافات متقاربة لحماية حجاج بيت الله الحرام القادمين عن طريق خط الحجاز الحديدي.
قلعة وادرين، بمدينة تبوك بناها العثمانيون عندما كانوا يسيطرون على الحجاز وكانت القلعة سيئة السمعة فكان الداخل لها يُعتبر مفقود والخارج منها مولود فهي عبارة عن محطة لسكة الحديد، وبحسب الروايات، كانت بالرغم من أنها تنقل العتاد والسلاح وجنود العثمانيون من وإلى ميادين القتال في أجزاء واسعة من شبه الجزيرة العربية، إلا أنها كانت تعتبر إحدى نقاط التجميع لأسرى أبناء من شبه الجزيرة العربية لتنقلهم إلى أراضي الدولة العثمانية، وقليل جداً من عاد من تلك الرحلة، وقد نفى نائب رئيس الهيئة العامة للسياحة والتراث الوطني علي الغبان، بأن تكون قلعة واردين موجودة في تبوك، موضحًا بأنها تقع في بلغاريا على نهر الدانوب.

## التسمية
هناك أكثر من قول في سبب تسمية تبوك، ولكن من الثابت أنها كانت معروفة بهذا الاسم قبل بعثة الرسول ﷺ، حيث قال لأصحابه وهم في طريقهم إلى غزوها بقيادته: «إنكم ستأتون غداً إن شاء الله عين تبوك، وإنكم لن تأتوها حتى يضحى النهار فمن جاءها منكم فلا يمس من مائِها شيئاً حتى آتي».
ومن ألقابها «بوابة الشمال» «كنز الأثار» «العين الساهرة» وأشهرهنَّ «تبوك الورد».
أوضح طارق الحسين - رئيس رابطة تبوك الخضراء - أن اقترن اسم تبوك بالورد من ناحية اقتصادية من بداية الثمانينيات نتيجة تصدير الزهور التي تُقدّم هدايا للزوار والمرضى يعتبر منظوراً ضيّقاً مغايراً للواقع إذ ما علمنا أن إنتاج تبوك للورد والزهور تجاوز 30 مليون وردة وزهرة سنوياً.

## السكان
تعتبر مدينة تبوك من أسرع المدن نموًا، وأكبر مدن شمال السعودية.
- عدد سكان تبوك على مر الأعوام:

| سنة التعداد | 1974 | 1992 | 2004   | 2010   | 2017   | 2022    |
| ----------- | ---- | ---- | ------ | ------ | ------ | ------- |
| نسمة        |      |      | 417901 | 571717 | 551124 | 594,350 |

- بلغ عدد سكان مدينة تبوك (594,350) نسمة حسب تعداد السعودية 2022، عدد السعوديين (430,235) نسمة، وعدد غير السعوديين (164,115) نسمة.[16]
- بلغ عدد سكان مدينة تبوك اعتماداً على نتائج الإحصاء السكاني لعام 2017م حسب الهيئة العامة للإحصاء 818,980 نسمة،[17] وعدد السكان في ازدياد مستمر. ويبلغ عدد المساكن المشغولة 132440 مسكناً.
- يوجد العديد من الجاليات المقيمة بمدينة تبوك أهمها: الجاليات العربية والأندونيسية والتركية والفلبينية والهندية والأمريكية والجنوب أفريقية.

## المحافظات
تنقسم منطقة تبوك إلى ست محافظات وهي كالآتي:
1. محافظة تيماء، وتبعد عن مدينة تبوك 225 كيلو متر.
2. محافظة أملج، وتبعد عن المدينة 520 كيلو متر.
3. محافظة الوجه، وتبعد عن المدينة 350 كيلو متر.
4. محافظة ضبا، وتبعد عن المدينة 180 كيلو متر.
5. محافظة حقل، وتبعد عن المدينة 200 كيلو متر.
6. محافظة البدع، وتبعد عن المدينة 250 كيلو متر.

كما يتبع لمدينة تبوك 71 منطقة إدارية ويبلغ عدد قراها 170 قرية ريفية والتي تحتوي على الآثار.

## الموارد
يتألف التركيب الجيولوجي للإقليم في منطقة الدرع العربي ببروز في صورة الصخور لسلسلة جبال الحجاز والهضبة الصخرية العربية والتي تتكون من تراصف طبقات رسوبية تبرز في صورة أحواض وهضبات داخلية وتعتبر الطبقات الصخرية الرملية الخازنة للمياه في تكوين الساق.
فتبوك المورد الرئيسي للمياه في المنطقة وتعتبر المنطقة من المناطق الزراعية وبلغت مساحة الرقعة المزروعة في عام 1420 هـ حوالي 2283840 هكتار، وتركز 70% منها حول مدينة تبوك على طريق المدينة المنورة - تبوك وطريق تبوك - الأردن (الملك خالد سابقاً) ويتصدر القمح المحاصيل المزروعة، ويوجد على بعد 45 كم تقريباً من مدينة تبوك باتجاه الحدود الأردنية شركة تبوك للتنمية الزراعية (تادكوا) العملاقة أكبر شركة زراعية بالشرق الأوسط المتخصصة في إنتاج الفاكهة والأعلاف والحبوب والبطاطس والبصل، كما يوجد في تبوك شركة(أسترا) بمساحة 35 كم2 التي تنتج زهور القطف (الورد الجوري، القرنفل، الليليم، الأقحوان، الجربيرا، الآستر) وتصديرها إلى الأسواق المحلية، وكذلك تنتج مزارع تبوك العنب والزيتون والدراق والخوخ والمشمش والحمضيات والتفاح، وتعد المنطقة غنية بالخامات اللازمة في الصناعات، ويتوفر في مدينة تبوك خام الحديد و(خام السيليكات) والحجر الجيري وخام الطين الصلصال).

## أوائل تبوكية
- أول إمارة تأسس في تبوك عام 1346/1925.
- أول أمير للإمارة هو محمد بن شعيل.
- أول أمير للإمارة من آل سعود هو الأمير سعود بن هذلول آل سعود.
- أول أمير يحكم تبوك لأكثر من 20 عامًا هو الأمير فهد بن سلطان بن عبد العزيز.
- أول أمير لتبوك من أبناء المؤسس هما الأمير عبد المجيد تلاه الأمير ممدوح.
- أول ملك سعودي يزور تبوك هو الملك سعود.
- أول مطار أُنشئ بتبوك هو مطار الوجه.
- أول معلم في تبوك في المسجد الأثري (التوبة) هو الشيخ إبراهيم بن محمد بن إبراهيم الشريف. وكذلك هو أول قاضي شرعي في تبوك إلى وفاته عام 1352 هـ.
- أول مكتب لمالية تبوك عام 1344.
- أول مستشفى بتبوك أنشئ عام 1386.
- أول مدرسة للبنات افتتحت عام 1375.
- أول هاتف رن في تبوك كان عام 1381.
- أول مركز للبرقيات تأسس عام 1336.
- أول مركز للشرطة في تبوك 1354.
- أول مدينة عسكرية أنشئت عام 1390.
- أول نادي لركوب الخيل تأسس عام 1390.
- أول مكتب للضمان الاجتماعي عام 1383.
- أول مكتبة عامة بتبوك تأسست عام 1396.
- أول مكتب للخدمات المدنية بتبوك أسس عام 1402.
- أول مكتب للخطوط الجوية بتبوك عام 1391.
- أول خدمة للهاتف الجوال عام 1418.
- أول كلية للبنين تأسست عام 1406.
- أول كلية للبنات تأسست عام 1402.
- أول متحف للآثار عام 1413.
- أول مرور بتبوك تأسس عام 1387.
- أول بلدية بتبوك تأسست عام 1354.
- أول رئيس بلدية بتبوك الشيخ عقله بن كساب الحميدي عام 1354[بحاجة لمصدر]
- أول قسم نسائي لبلدية على مستوى السعودية هو ببلدية تبوك 1425.
- أول خدمة للبيجر "جهاز النداء" بتبوك عام 1416.
- أول محطة إذاعية بتبوك عام 1404.
- أول محطة تلفزيونية بتبوك عام 1398.
- أول مكتب مطبوعات الإعلام بتبوك عام 1400.
- أول غرفة تجارية صناعية بتبوك عام 1401.
- أول محطة كهربائية حكومية عامة 1388.
- أول شركة للكهرباء تأسست في تبوك عام 1392.
- أول نادي أدبي تأسس عام 1415.
- أول نادي رياضي هو النادي الوطني.
- أول محكمة تأسست في تبوك عام 1354.
- أول قاضي بتبوك هو الشيخ إبراهيم المصري عام 1324.
- أول مكتبة نسائية بتبوك عام 1411.
- أول طائرة تهبط في تبوك عام 1373.
- أول مجلس بلدي منتخب بتبوك عام 1425.
- أول سجن بتبوك عام 1374.
- أول قطار يصل تبوك عام 1329.
- أول طريق مسلفت كان بين تبوك والمدينة عام 1384.
- أول رحالة أوروبي وصل تبوك هو أغسطس والين.
- أول بطولة رياضية دولية تستضيفها بتبوك هي البطولة العسكرية عام 1420.
- أول خدمة للهاتف السيار عام 1404.
- أول ميناء تجاري هو ميناء ضبا.
- أول جامعة حكومية هي جامعة تبوك.
- أول جامعة أهلية هي جامعة الأمير فهد بن سلطان.

## التعليم
كانت تبوك تعتمد على تعليم أبنائها في المساجد والكتاتيب وكان أول معلم في تبوك في المسجد الأثري بمدينة تبوك هو الشيخ السيد إبراهيم بن محمد بن إبراهيم الشريف الشهير بالمصري لدراسته بالأزهر الشريف وكان قاضي تبوك إلى وفاته عام 1352 هـ
وفي العام 1360 هجري/1940 م أمر الملك عبد العزيز بإنشاء أول مدرسة للبنين
حتى بلغ مجموع المدارس أكثر من 250 مدرسة
أشهر تلك المدارس المدرسة السعودية الابتدائية ومدرسة بلال ابن رباح الابتدائية
التي عمل بها رفيق الحريري رئيس لبنان مدرّساً للرياضيات أما مدارس البنات فقد بلغت 150 مدرسة
وفي عام 1398 م اُفتتح في مدينة تبوك مركز لتعليم الفني والتدريب المهني ويوجد في مدينة تبوك جامعتين هما: جامعة تبوك
و جامعة الأمير فهد بن سلطان.
يوجد العديد من المدارس العالمية في مدينة تبوك لوجود العديد من الجاليات ومن أهم هذه المدارس:
- مدارس تبوك العالمية.
- المدرسة العالمية البريطانية.
- المدرسة العالمية التركية.
- المدرسة العالمية الهندية.
- المدرسة العالمية الفلبينية.

## المعالم
- مركز الأمير سلطان الحضاري يتسع المسرح الداخلي ل2500 مشاهد، ومجهز لتقديم المسرحيات وعروض الأفلام السينمائية، إضافة إلى غرف المترجمين، والأجهزة المساعدة لعقد المؤتمرات والندوات ومسرح مكشوف يتسع لحوالي 5000 مشاهد.
- مدينة الملك خالد الرياضية أنشئ مكتب لرعاية الشباب في عام 1401 هجري وفي تبوك مدينة رياضية متكاملة تشمل استاد يتسع ل25 ألف متفرج.

أيضًا ملاعب للتنس وكرة اليد والسلة ومسابح أوليمبية وتأسس النادي الوطني مبدئيًا عام 1379 هـ وتم تسجيله رسميًا والترخيص له نهائيًا عام 1381 هـ وهو من أقدم أندية منطقة تبوك الستة وبدأ في ذلك الحين بلعبة واحدة هي القدم بالإضافة للنشاط الثقافي، وقد تشكّل أول مجلس لإدارة النادي برئاسة يوسف الوقيت وعضوية كل من عبد الرحيم حلواني كنائب للرئيس ومدرب في نفس الوقت ورشيد ياسين وحمدان حماد الجوفي أمينا للصندوق وصقر لافي وأحمد عبده وممدوح سعود ومانع نافع كأعضاء، وفي عام 1387هـ توقفت مسيرة النادي حيث تم حل النادي وتوقفت نشاطاته وفي عام 1392هـ بدأ محبو النادي بالمطالبة بإعادة افتتاح النادي والترخيص له لمزاولة نشاطه بالمنطقة وتم ذلك بالفعل عام 1394 هـ حيث تم الترخيص له نهائيًا ولا يزال يؤدي دوره الثقافي والاجتماعي والرياضي حتى الآن.
برج الخزان قصر الإمارة مبنى الأمانة مركز الأمير سلطان الحضاري مركز الأمير فهد الاجتماعي النادي الأدبي المكتبة العامة المكتبة النسائية الخاصة.

## الأحياء
تتكون مدينة تبوك من أحياء سكنية ممتدة جنوبًا وشرقًا وشمالًا وغربًا وهي كالتالي:
| الراجحي           | المصيف             | المروج        | الورود         |
| أبو سبعة          | المنتزة            | الأندلس       | رحيل           |
| النخيل            | التعاون            | الاخويا       | غرناطة         |
| القادسية          | الشفاء             | الصفا         | الخالدية       |
| العزيزية الجديدة  | العزيزية القديمة   | المنشية       | العليا         |
| السلام            | منطقة طريق المدينة | منطقة المزارع | القدس          |
| الأخضر            | رايس               | السنبلة       | أم درمان       |
| الأزهار           | الإزدهار           | الريان        | الرابية        |
| الفيصلية الشمالية | الفيصلية الجنوبية  | قرطبة         | السليمانية     |
| المهرجان          | الصالحية           | السلمان       | قرطبة          |
| ملحق سلطانة       | الربوة             | درة تبوك      | الروضة         |
| النهضة            | النزهة             | الصناعية      | البساتين       |
| كريم              | رحيل               | الرويعيات     | الربيغ         |
| البوادي           | العين              | النظيم        | الإسكان الخيري |
| الأثيلي           | النسيم             | الراشد        | دمج            |
| أبو دميك          | الحمراء            | الربوه1       | الربوة 2       |

الإسكان
- وهناك مجمعات سكنية حكومية:

1. إسكان قوى الأمن الداخلي.
2. المدينة العسكرية.
3. المدرعات.
4. القاعدة الجوية.
5. قوات الدفاع الجوي.
6. إسكان الأمير سلطان.

بالإضافة إلى المنح التي تصدر من البلدية أو المنح الملكية.

## الطيران
مطار الأمير سلطان بن عبد العزيز يبعد عن مدينة تبوك حوالي 3 كم، وهو يخدم العديد من القرى التابعة لمنطقة تبوك، بُني المطار في أوائل السبعينات وكان عبارة عن مهبط ترابي إلى أن تم تطويره على مراحل حتى أصبح مطارًا إقليميًا حين افتتح عام 1978، والآن يعتبر مطار تبوك رابع مطار بالسعودية من حيث الحركة والنشاط بعد المطارات الدولية الثلاث حيث استقبل مطار تبوك في عام 2004 (314000) مسافر بمعدل نمو سنوي 4.35%.
تم إنشاء مطار تبوك ليتسع ل1500 مسافر/الساعة أي 36000 مسافر باليوم أي 12960000 مسافر في السنة، وهو يأخذ شكل المطار شكل جناحي طائر، وتمت تهيئته للطائرات العملاقة، ويستوعب زيادة الرحلات حيث أن المطار الحالي لا يستوعب سوى 100 رحلة بالأسبوع بالمطار ممرات متحركة هو ثاني مطار يستخدمها من المطارات السعودية إنشاء صالات دولية وداخلية المسافرين بمساحة 12600 متر مربع وصالة ملكية بمساحة 1060 متر مربع ومداخل مواقف منفصلة ومبنى الإدارة بمساحة 1255 متر مربع ومسجد بمساحة 490 متر مربع ومحطة إطفاء من الفئة التاسعة بمساحة 1850 متر مربع ومحطة طاقة كهربائية احتياطية بمساحة 625 متر مربع وورش صيانة بمساحة 3225 متر مربع ومبنى للشحن واستلام البضائع بمساحة إجمالية 1375 متر مربع ومباني للرصد الجوي بمساحة 450 متر مربع ومبنى للحراسات ومحطة معالجة المياه. ويتميز تصميم المطار بروح العصر المستوحاة من شكل الطائرة تخرج منها جسور متحركة ما بين الصالات والطائرة وروعي في التصميم الحلول المناسبة لتوفير الخدمات لذوي الإحتياجات الخاصة كما يحتوي المشروع على صالة لكبار الشخصيات.

## السياحة والمراكز التجارية
تعد مدينة تبوك سياحية ناشئة بقوة حيث وصل عدد السياح 2004 لها في الصيف 660000 سائح وفي عام 2008 وصل لها في إجازات نصف السنة 780000 سائح وفي الصيف 1200000 سائح 98% ويوجد بالمدينة أسواق منها:* الأسواق
- مجمع الراقي مول (المدينة العسكرية بوابة رقم 4).
- مجمع الحكير (تبوك سيتي سنتر سابقا).
- الجادة.
- أسواق البدر.
- سوق تبوك المركزي.
- أسواق تبوك الدولية.
- رد تاغ (يوجد فرعين).
- ستي تاورز.
- ستي ماكس (يوجد فرعين).
- سنتر بوينت (يوجد فرعين).
- هوم سنتر.
- إكسترا.
- مجمع جراند بلازا تبوك.
- سنتريا.
- الهرم بلازا.
- السنابل.
- أسواق الموسى.
- مجمع ذا افنيوز مول (تحت الإنشاء).
- مجمع المكان مول.
- مجمع تبوك مول.
- ميلاغرو بوتيك مول.

وغيرها من الأسواق التجارية.
وهناك العديد من الأسواق الشعبية مثل:-
سوق الحراج: سوق شعبي يجمع العديد من الأدوات والملابس والمفروشات وبه كل ما قد يخطر على بالك مما لا تستطيع أن تراه في السوق وينشط في مدينة تبوك هذا السوق يقام كل جمعة بوصفه السوق الأكبر.
سوق الخميس: يوم تسويقي جيد ينتشر به البائعون على رقعة واسعة من الأرض بامتداد ثلاثة خطوط كل خط يقدر ب500 متر وقد تكثر فيه المأكولات والحلوى.
سوق الجمعة: يقام في حي المنتزه.
سوق الخالدية: سوق لا يقام إلا في شهر رمضان ينصب في وسط حي الخالدية بعد عصر كل يوم في رمضان تعرض فيه جميع ما يمكن أن يعرض للبيع ولعله من المواسم التي ينتظرها الناس لشراء ما قد لا يوجد من الموروث أو الأدوات القديمة أو المأكولات وقد يرتاده الناس لقضاء الوقت والإطلاع على المعروضات.
6 حراج الأنعام.

## المستشفيات
- مستشفى الملك فهد التخصصي.
- مستشفى النساء والولادة.
- مستشفى الصحة النفسية ومعالجة الإدمان
- مستشفى الملك خالد المدني (380 سرير).
- مستشفى الملك سلمان للقوات المسلحة.
- مستشفى الملك خالد للقوات المسلحة.
- مستشفى الأمير فهد بن سلطان الأهلي.
- مركز السكري).
- مركز الكلى (تحت الإنشاء).
- مستوصف تبوك الأهلي الخاص.
- مستوصف مباسم الخاص.
- مستوصف العرجـان الخاص.
- مستوصف قوى الأمن.
- مستوصف عكاظ الخاص.
- مستوصف الجزيرة الخاص.

يوجد أيضًا شركة طبية مشهورة عالميًا تتخذ من مدينة تبوك مقر لها هي شركة تبوك الدوائية وهي الشركة الخامسة عالميا[بحاجة لمصدر] بين شركات العالم لصناعة الأدوية.

## المهرجانات
- مهرجان التسوق.
- مخيم صيف تبوك الدعوي.
- كرنفال الورود والفواكه.
- مهرجان الربيع.
- مهرجان إبداع.
- المهرجان الٲراعي.
- الملتقى الثقافي وهو الأهم على مستوى المملكة.

## الفنادق
- فندق مكارم تبوك - صحاري - يقع على مدخل تبوك الجنوبي.
- فندق ميسلون.
- فندق هيلتون جاردن إن.
- فندق رويال.
- فندق تبوك ميلينيوم - يقع في المدينة الجامعية.
- فندق العادل.
- فندق العربي.
- فندق الجزيرة.
- فندق الحمدان.
- فندق بلازا.
- فندق سحاب.
- المواسم الأربعة للأجنحة الفندقية.
- ليالي أوركيد للأجنحة الفندقية.
- ليالي تبوك الأجنحة الفندقية.

## أبرز الشوارع
| - طريق الملك فهد - طريق الملك عبد العزيز - طريق الملك خالد - طريق الملك عبد الله - طريق الملك سعود - طريق الإمام تركي - طريق الإمام عبد الرحمن بن فيصل - طريق الأمير فهد بن سلطان - طريق محمد بن أحمد الخطيب | - شارع جدة - شارع عمر بن الخطاب - شارع عبد الله السديري - شارع عثمان بن عفان - شارع أبي بكر الصديق - شارع علي بن أبي طالب - طريق الإمام محمد بن عبد الوهاب - شارع سليمان السديري - شارع مساعد السديري - شارع الإمام عبد الله بن فيصل بن تركي |

## الطرق
يوجد طرق عديدة مهمة تربط تبوك بمدن المملكة أهم هذه الطرق:
- طريق تبوك تيماء المدينة المنورة سريع طوله 700 كم.
- طريق تبوك ضباء مزدوج طولة 190 كم.
- طريق تبوك حالة عمار الحدود الأردنية سريع طولة 100 كم.
- طريق تبوك حقل طوله 225 كم.
- طريق تبوك سكاكا طوله 440 كم تقريبًا.
- طريق تبوك حائل طوله 670 كم تقريبًا.
- طريق تبوك حائل المباشر تحت الإنشاء.
- طريق تبوك العلا مروراً بـ قلعة المعظم 350 كم.
- طريق تبوك المدينة السريع 450 كيلو.